# Takoma Park
Takoma Park ist eine Stadt im Montgomery County im US-Bundesstaat Maryland, Vereinigte Staaten. Das U.S. Census Bureau hat bei der Volkszählung 2020 eine Einwohnerzahl von 17.629 ermittelt.
Die Stadt liegt direkt am Nordrand von Washington, D.C. nur etwa 10 Kilometer vom Weißen Haus entfernt. Hier befindet sich das Columbia Union College der Siebenten-Tags-Adventisten.

## Persönlichkeiten

### Söhne und Töchter der Stadt
- Jerry M. Woodall (* um 1938), Physiker
- John Fahey (1939–2001), Gitarrist
- Mark S. Sisk (* 1942), anglikanischer Bischof der Episkopalkirche
- Henry Vestine (1944–1997), Gitarrist
- Terry Winograd (* 1946), Informatiker
- Bill Reichenbach (* 1949), Jazzmusiker
- Fred Funk (* 1956), Golfer
- Helen DeWitt (* 1957), Autorin
- Wayne DeAtley (* 1958), Bobsportler
- Sharmba Mitchell (* 1970), Boxweltmeister
- Danielle Allen (* 1971), Politikwissenschaftlerin
- Wes Moore (* 1978), Investmentbanker, Autor, Fernsehproduzent und Politiker
- J. T. Sundling (* 1991), Tennisspieler

### Persönlichkeiten mit Bezug zur Stadt
- John J. Kleiner (1845–1911), Politiker
- Marion Butler (1863–1938), Politiker
- B. Frank Murphy (1867–1938), Politiker
- James J. Davis (1873–1947), Politiker
- Roscoe Bartlett (* 1926), Politiker
- Steffen Ufer (* 1940), deutscher Strafverteidiger
- Margit L. McCorkle (* 1942), Pianistin